# أدريان أندريه
أدريان أندريه (بالفرنسية: Adrien André)‏ هو سياسي فرنسي، ولد في 29 مايو 1884 في فيين في فرنسا، وتوفي بنفس المكان في 22 أبريل 1965. حزبياً، نشط في Republican, Radical and Radical-Socialist Party ‏ وIndependent Radicals ‏. وقد انتخب عضو مجلس الشيوخ في الجمهورية الفرنسية الثالثة وانتخب رئيس بلدية ‏ وانتخب نائب فرنسي.